# A656-os autópálya (Németország)

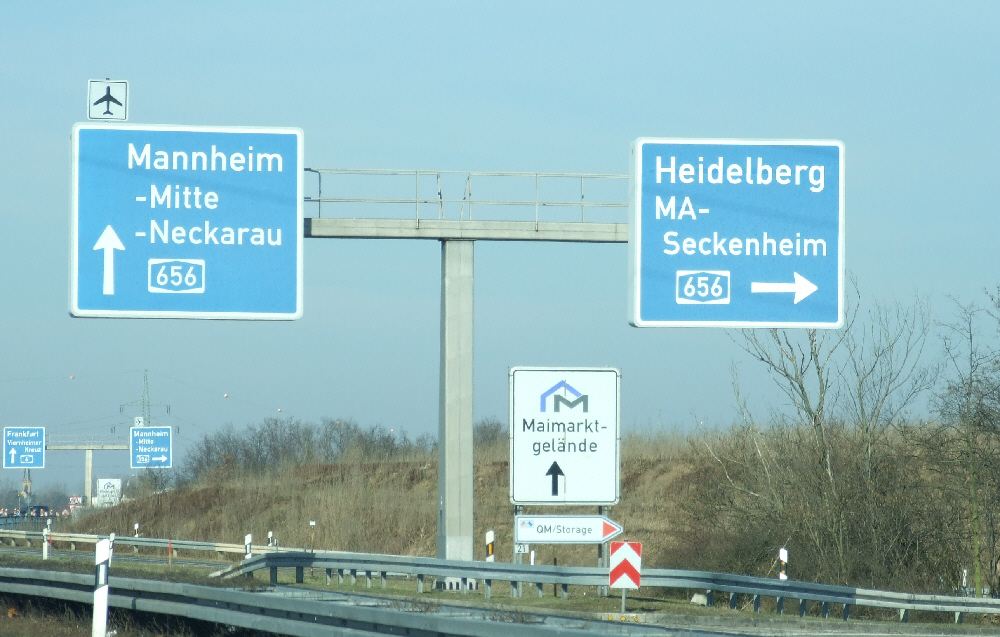
Az A6 és az A656 táblája

Az A656 (németül: Bundesautobahn 656, azaz BAB 656 vagy A656) egy autópálya Németországban, amely Mannheim és Heidelberg közt van, a B37-es út egy részének autópályásítása. Hossza 14,7 km. Az út nem része egyik európai útnak se.

## Útja
Útja Mannheim és Heidelberg közt vezet, az A5-öt és az A6-ot keresztezi. A B37-es út része. Az autóúton (B37) 60 km/h-val, az autópályán (A656) 120 km/h-val lehet közlekedni.

## Története
1926-ban igény volt egy Mannheim és Heidelberg közti országútért, amit később megterveztek, majd HaFraBa által 1935-ben megvalósították. Ez akkor még a B37-es út volt, majd ezt 1990-ben átépítették autópályává, és A656-ra keresztelték.

## További tervek
Az utat ki szeretnék szélesíteni 3 sávosra.

## Díjfizetés
Mint ahogyan egész Németországban, itt is ingyenes az autópálya használata.

## Sávok
Az út végig, Mannheimtől Heidelbergig 2 sávos.